# فروتچو والکارجی
فروتچو والکارجی (ایتالیایی: Ferruccio Valcareggi; ۱۲ فوریهٔ ۱۹۱۹ – ۲ نوامبر ۲۰۰۵) یک بازیکن و مربی اهل ایتالیا بوده‌است.
وی سابقه حضور در جام جهانی فوتبال ۱۹۷۰ و ۱۹۷۴ به عنوان سرمربی با تیم ملی فوتبال ایتالیا و کسب مقام نایب قهرمانی (۱۹۷۰) و همچنین قهرمانی با این تیم در جام ملت‌های اروپا ۱۹۶۸ را دارد.